# Christian Barnekow
Pour l’article homonyme, voir Christian Barnekow (1837-1913).
Christian Barnekow, né le 24 janvier 1556 et mort le 21 février 1612, est un diplomate danois qui fut un grand voyageur.

## Biographie

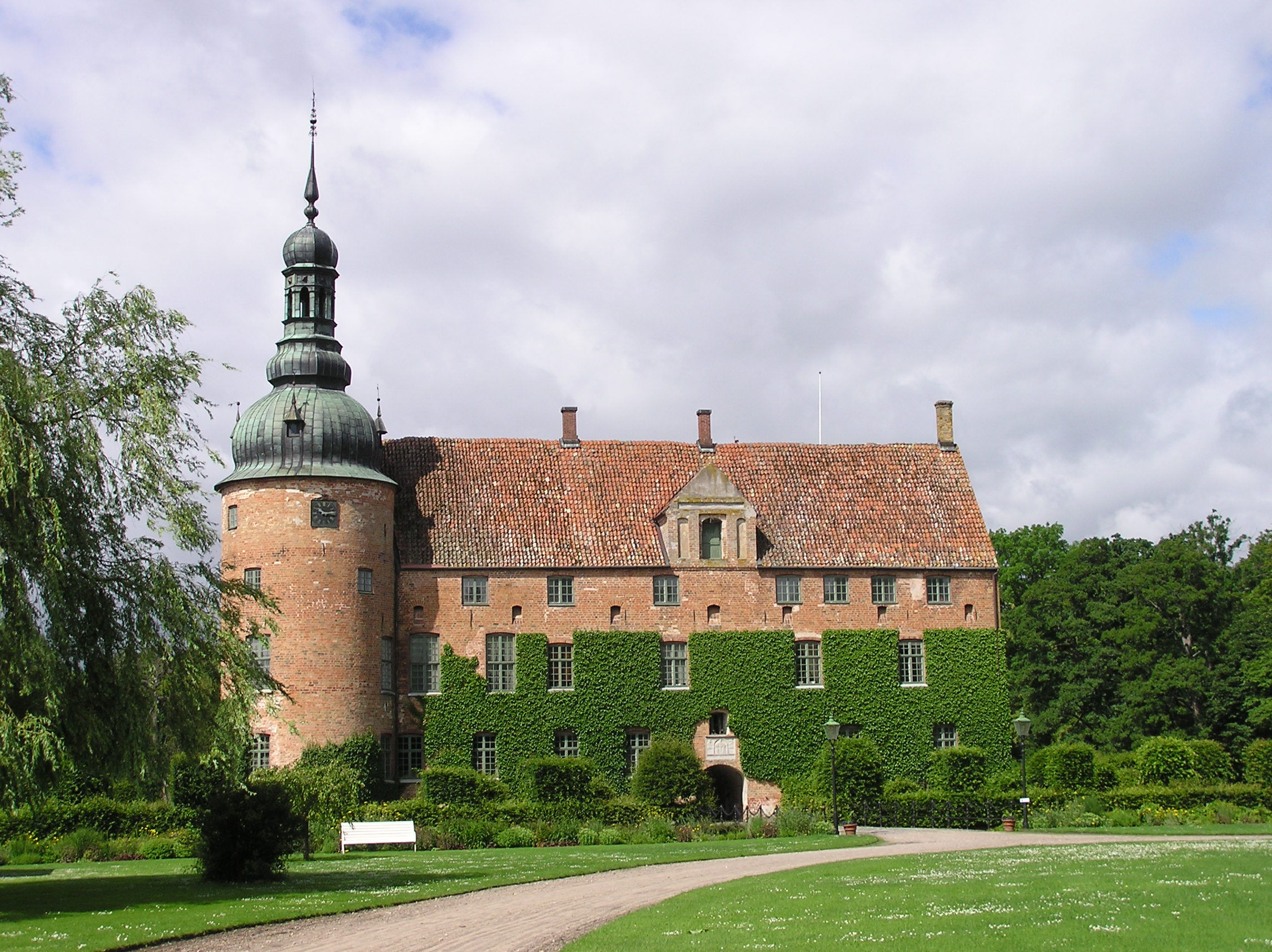
Vue du château de Vittskövle.

Christian Barnekow est issu d’une famille de la noblesse immémoriale du Mecklembourg dont une branche a fait souche au Danemark. Son père était seigneur de Birkholm et la famille possédait aussi le domaine de Tølløse et une ferme à côté de Copenhague.
Barnekow passa seize années de sa jeunesse à voyager, en Europe, mais aussi en Asie mineure et en tant que pèlerin en Terre sainte, ainsi qu’en Égypte. Il fut étudiant pendant six ans aux universités d’Iéna et d’Ingolstadt et deux ans à l’université de Padoue. Il devint ensuite diplomate pour le roi du Danemark et poursuivit ses voyages en Écosse, en Angleterre, en Pologne et au Brandebourg. Par son mariage en 1577 avec Marguerite Brahe, il acquiert le château de Vittskövle en Scanie (aujourd’hui en Suède).
Lorsqu’il mourut, ses funérailles furent suivies par un grand nombre de courtisans et d’érudits dont le professeur de théologie protestante Hans Poulsen Resen qui prononça l’éloge funèbre, le 26 mars 1612 à Elseneur. Il fit remarquer que Barnekow avait rapporté de nombreuses pièces et de rares objets de collection et d’études de ses voyages (disparus aujourd’hui).
Une légende du Halland raconte que Barnekow a été tué pendant la guerre de Kalmar en 1612, près de Skjellinge, alors qu'il donnait son cheval au roi Christian IV pour échapper aux Suédois. Cette histoire qui date du début du XVIIIe siècle n’est pas vérifiée.